# Jan Matuła
Jan Augustyn Matuła (ur. 1943) – polski biolog, dr hab. nauk biologicznych, profesor nadzwyczajny Katedry Botaniki i Ekologii Roślin Wydziału Przyrodniczego i Technologicznego Uniwersytetu Przyrodniczego we Wrocławiu.

## Życiorys
Obronił pracę doktorską, 29 kwietnia 1996 habilitował się na podstawie pracy zatytułowanej Warunki troficzne glonów torfowiskowych na obszarze Dolnego Śląska, 31 października 2007 nadano mu tytuł profesora w zakresie nauk biologicznych. Objął funkcję profesora nadzwyczajnego w Katedrze Botaniki i Ekologii Roślin na Wydziale Przyrodniczym i Technologicznym Uniwersytetu Przyrodniczego we Wrocławiu.
Był dziekanem na Wydziale Rolniczym Akademii Rolniczej we Wrocławiu.